# Otto Ley
Otto Ley (* 30. September 1903 in Nürnberg; † 29. Oktober 1977) war ein deutscher Motorradrennfahrer.

## Karriere
Otto Ley absolvierte bei Triumph eine Ausbildung zum Werkzeugmacher und arbeitete dann in der Einfahrabteilung. Auf der Zementbahn am Reichelsdorfer Keller begann Ley mit dem Motorradrennsport auf einer Triumph, die von einem J.A.P.-Rennmotor angetrieben wurde. Mit einer regulären Zweitakt-Triumph gewann er verschiedene Zuverlässigkeitsfahrten und Bergrennen. In der Folge erwarb Otto Ley einen Rennmotor von J.A.P., den stärksten obengesteuerten 1000-cm³-Motor jener Zeit mit über 50 PS Leistung.
Dann als Werksfahrer bei Triumph eingesetzt, war er und sein Werksfahrerkollege Toni Fleischmann (der ältere Bruder von Heiner Fleischmann) bei vielen Rennen mit Triumph erfolgreich. Während der Jahre 1931 und 1932 setzte Otto Ley Rennmotoren von J.A.P. mit 1000 cm³ und Königswellen-Rennmotoren von M.A.G. mit 350 cm³ Hubraum ein. Er wurde im Jahr 1930 Deutscher Bahnmeister in der Klasse bis 350 cm³, 1931 erneut Deutscher Bahnmeister diesmal bis 1000 cm³ Hubraum und zusätzlich Deutscher Bergmeister in der Klasse bis 350 cm³. 1932 wurde Ley wieder Deutscher Bergmeister und auch Vizemeister in der Straßenmeisterschaft bis 350 cm³. Otto Ley errang in seiner Karriere insgesamt sechs deutsche Meistertitel.
Den Fliegenden Kilometer von Nürnberg bei Altenfurt beendete Ley siegreich:

„Der Höhepunkt des Tages war die Konkurrenz der Maschinen bis 1000 cm³. Der Nürnberger Otto Ley (Triumph) stellte durch ganz verwegenes Fahren, das Letzte aus der Maschine herausholend, seine überlegene Klasse unter Beweis und erreichte mit 171,482 Klm./Stundenmittel die Bestzeit des Tages. Der Ardie-Fahrer Thumshirn war mit 163 Stundenkilometer Zweiter.“

Nach Auflösung des Rennstalls von Triumph im Jahr 1932 erwarb Otto Ley eine Norton-Rennmaschine und setzte diese sehr erfolgreich als Privatfahrer ein, ehe er im Jahr 1934 zu DKW wechselte, um wiederum ein Jahr später in die Werksmannschaft von BMW einzutreten. Mit BMW war er wiederum sehr erfolgreich und siegte bei verschiedenen Rennen, u. a. beim Rennen auf dem Hockenheimring im Jahr 1937. Danach beendete Otto Ley seine Karriere als aktiver Rennfahrer und eröffnete in Nürnberg ein Fahrzeuggeschäft.